# Bukoba
Bukoba is een stad in het noordwesten van Tanzania vlak bij de grens met Oeganda, op de westelijke oever van het Victoriameer. De stad heeft 128.796 inwoners en is de hoofdstad van de regio Kagera.
Bukoba ligt maar net op het zuidelijk halfrond, de evenaar ligt slechts 1 graad ten noorden van deze stad. Er is een klein vliegveld en een grote haven (de op een na grootste van Tanzania aan het Victoriameer). Er varen veerboten heen en weer naar Mwanza, dat is gelegen aan de zuidelijke oever van het Victoriameer. Er wordt veel gevist in dit grote meer, zodat er ook een grote visafslag is in Bukoba. De stad is bij de omliggende dorpen bekend vanwege de grote markt, de witte stranden en de groeiende handel met het nabijgelegen Oeganda. Het klimaat is zonnig en mild gedurende het hele jaar. In het regenseizoen kan het ’s avonds wel flink afkoelen.
Bukoba is sinds 1960 de zetel van een rooms-katholiek bisdom.